# Patxi Villanueva
Francisco Villanueva Medina (n. Marcilla, Navarra, 27 de julio de 1965) es un exfutbolista español. Jugaba de portero, conocido como Villanueva.

## Trayectoria
- 1985-97 Real Club Celta de Vigo
- 1997-98 Levante Unión Deportiva
- 1998-2000 Gondomar Club de Fútbol
- 2000-01 Peña Sport Fútbol Club

## Palmarés
- Campeón de Segunda División de España - 1991/1992
- Subcampeón de la Copa del Rey con el Real Celta en la temporada 1993/94.